# Les Pedrusques

Les Pedrusques, respecte del terme d'Abella de la Conca

Les Pedrusques és un indret del terme municipal d'Abella de la Conca, a la comarca del Pallars Jussà.
Se situa prop de l'extrem nord-oest del terme municipal, al costat de ponent del barranc de Gassó i de la Pista del Petrol. És al sud del Pas la Vena i al sud-est de la Collada de Feixanet, al sud-oest del Planell del Congost. És just al nord d'on comença la part del curs del barranc que marca un profund solc en el territori. Pertany a la partida de les Collades.

## Etimologia
Es tracta d'un topònim romànic modern, de caràcter descriptiu: es tracta del nom d'un territori que és un pedruscall, és a dir, que hi són abundoses les pedres grosses, disperses.